# Llista d'asteroides (80001-81000)
Llista d'asteroides del 80.001 al 81.000, amb data de descoberta i descobridor. És un fragment de la llista d'asteroides completa. Als asteroides se'ls dona un número quan es confirma la seva òrbita, per tant apareixen llistats aproximadament segons la data de descobriment.
Contingut: 80001... 80101... 80201... 80301... 80401... 80501... 80601... 80701... 80801... 80901... 

| Nom                                         | Designació provisional                      | Data de descobriment                        | Lloc de descobriment                        | Descobridor/s                               |                                             |                                             |                                             |                                             |                                             |                                             |                                             |                                             |                                             |                                             |                                             |                                             |                                             |                                             |                                             |                                             |                                             |                                             |                                             |                                             |                                             |                                             |                                             |                                             |                                             |                                             |                                             |                                             |                                             |                                             |                                             |                                             |                                             |                                             |                                             |                                             |                                             |                                             |                                             |                                             |                                             |                                             |                                             |                                             |                                             |
| 80001-80100 Llista d'asteroides/80001-80100 | 80001-80100 Llista d'asteroides/80001-80100 | 80001-80100 Llista d'asteroides/80001-80100 | 80001-80100 Llista d'asteroides/80001-80100 | 80001-80100 Llista d'asteroides/80001-80100 | 80101-80200 Llista d'asteroides/80101-80200 | 80101-80200 Llista d'asteroides/80101-80200 | 80101-80200 Llista d'asteroides/80101-80200 | 80101-80200 Llista d'asteroides/80101-80200 | 80101-80200 Llista d'asteroides/80101-80200 | 80201-80300 Llista d'asteroides/80201-80300 | 80201-80300 Llista d'asteroides/80201-80300 | 80201-80300 Llista d'asteroides/80201-80300 | 80201-80300 Llista d'asteroides/80201-80300 | 80201-80300 Llista d'asteroides/80201-80300 | 80301-80400 Llista d'asteroides/80301-80400 | 80301-80400 Llista d'asteroides/80301-80400 | 80301-80400 Llista d'asteroides/80301-80400 | 80301-80400 Llista d'asteroides/80301-80400 | 80301-80400 Llista d'asteroides/80301-80400 | 80401-80500 Llista d'asteroides/80401-80500 | 80401-80500 Llista d'asteroides/80401-80500 | 80401-80500 Llista d'asteroides/80401-80500 | 80401-80500 Llista d'asteroides/80401-80500 | 80401-80500 Llista d'asteroides/80401-80500 | 80501-80600 Llista d'asteroides/80501-80600 | 80501-80600 Llista d'asteroides/80501-80600 | 80501-80600 Llista d'asteroides/80501-80600 | 80501-80600 Llista d'asteroides/80501-80600 | 80501-80600 Llista d'asteroides/80501-80600 | 80601-80700 Llista d'asteroides/80601-80700 | 80601-80700 Llista d'asteroides/80601-80700 | 80601-80700 Llista d'asteroides/80601-80700 | 80601-80700 Llista d'asteroides/80601-80700 | 80601-80700 Llista d'asteroides/80601-80700 | 80701-80800 Llista d'asteroides/80701-80800 | 80701-80800 Llista d'asteroides/80701-80800 | 80701-80800 Llista d'asteroides/80701-80800 | 80701-80800 Llista d'asteroides/80701-80800 | 80701-80800 Llista d'asteroides/80701-80800 | 80801-80900 Llista d'asteroides/80801-80900 | 80801-80900 Llista d'asteroides/80801-80900 | 80801-80900 Llista d'asteroides/80801-80900 | 80801-80900 Llista d'asteroides/80801-80900 | 80801-80900 Llista d'asteroides/80801-80900 | 80901-81000 Llista d'asteroides/80901-81000 | 80901-81000 Llista d'asteroides/80901-81000 | 80901-81000 Llista d'asteroides/80901-81000 | 80901-81000 Llista d'asteroides/80901-81000 | 80901-81000 Llista d'asteroides/80901-81000 |
| ------------------------------------------- | ------------------------------------------- | ------------------------------------------- | ------------------------------------------- | ------------------------------------------- | ------------------------------------------- | ------------------------------------------- | ------------------------------------------- | ------------------------------------------- | ------------------------------------------- | ------------------------------------------- | ------------------------------------------- | ------------------------------------------- | ------------------------------------------- | ------------------------------------------- | ------------------------------------------- | ------------------------------------------- | ------------------------------------------- | ------------------------------------------- | ------------------------------------------- | ------------------------------------------- | ------------------------------------------- | ------------------------------------------- | ------------------------------------------- | ------------------------------------------- | ------------------------------------------- | ------------------------------------------- | ------------------------------------------- | ------------------------------------------- | ------------------------------------------- | ------------------------------------------- | ------------------------------------------- | ------------------------------------------- | ------------------------------------------- | ------------------------------------------- | ------------------------------------------- | ------------------------------------------- | ------------------------------------------- | ------------------------------------------- | ------------------------------------------- | ------------------------------------------- | ------------------------------------------- | ------------------------------------------- | ------------------------------------------- | ------------------------------------------- | ------------------------------------------- | ------------------------------------------- | ------------------------------------------- | ------------------------------------------- | ------------------------------------------- |